# Ordine Nuovo
Ordine Nuovo, i begynnelsen egentligen Centro Studi Ordine Nuovo, var en italiensk nyfascistisk organisation, bildad 1953 av en grupp radikala medlemmar av MSI under ledning av Pino Rauti och Clemente Graziani. Fram till 1956 då gruppen lämnade MSI verkade den i intern opposition mot partiledaren Arturo Michelini. Efter Michelinis död 1969 återvände Rauti och flera andra av Ordine Nuovos ledare till MSI för att verka inom parlamentarismens ramar men en hårdför kärna av fascister fortsatte verksamheten under Grazianis ledning. Organisationen förklarades officiellt som olaglig 1973 då ledaren Graziani och flera andra medlemmar dömdes till fängelse för att ha försökt återskapa Nationella fascistpartiet. Ordine Nuovo har utpekats som skyldig till flera av de så kallade blyårens terroraktioner och flera av organisationens medlemmar har dömts för delaktighet i dem.